# 德乌利
德乌利（Deuli），是印度西孟加拉邦Medinipur县的一个城镇。总人口8165（2001年）。

## 人口
该地2001年总人口8165人，其中男性4268人，女性3897人；0—6岁人口923人，其中男464人，女459人；识字率69.49%，其中男性为76.76%，女性为61.53%。